# Damien Castelain
Damien Castelain est un homme politique français né le 18 août 1967 à Tourcoing. Membre d’aucun parti politique, il est depuis 2014 président de Lille Métropole Communauté urbaine, devenue la Métropole européenne de Lille l’année suivante ; il est le premier président de l'intercommunalité à ne pas être membre du Parti socialiste.

## Situation personnelle
Damien Castelain est titulaire d'un DEA de géographie et d'un diplôme universitaire des sciences de la population. Il est marié et père de deux enfants.

## Parcours politique

### Péronne-en-Mélantois
Damien Castelain s'engage en politique lors des élections municipales de 1995, quand l'oncle de sa femme, maire de Péronne-en-Mélantois, où il venait de s'installer, lui propose de faire partie de sa liste. Il devient alors adjoint aux affaires scolaires et aux finances, puis maire de la commune en 1998, ce qui en fait un des plus jeunes maires de France.

### Métropole européenne de Lille
Après l'élection de Pierre Mauroy en 2001, Damien Castelain est nommé vice-président de LMCU, chargé de l'eau et de l'assainissement.
En 2008, il est nommé par la nouvelle présidente Martine Aubry vice-président à l'écologie urbaine.
En 2011, il succède à Henri Ségard à la tête du groupe MPC (Métropole passion communes), qui regroupe des élus de petites communes, généralement classés au centre droit.
À la suite des élections municipales de 2014, Martine Aubry ne se représente pas à la présidence et le PS ne désigne pas de candidat. Fort du soutien des voix de gauche, Damien Castelain est élu le 18 avril 2014 avec 108 voix contre 62 au candidat de l'UMP Bernard Gérard. Son élection met un terme à la domination du Parti socialiste, qui présidait la communauté urbaine depuis sa création en 1967.
Le mandat de Damien Castelain à la tête de la Métropole Européenne de Lille de 2014 à 2020 a été qualifié par ses détracteurs de "mandat presque blanc", constatant notamment la thrombose des transports et l'absence de projets. Damien Castelain refuse ce qualificatif en mettant en avant des réalisations majeures comme la couverture en fibre optique de la métropole.
Le 9 juillet 2020, Damien Castelain est réélu à la présidence de la Métropole avec le soutien des groupes de Martine Aubry et Bernard Gérard,. Le matin même de  l'élection, la Chambre régionale des comptes Hauts-de-France publie un rapport d'observation particulièrement sévère sur la vente de l'ancien siège et la location d'un nouveau bâtiment nommé le Biotope.
Le même mois, le conseil de la métropole vote l'augmentation de 40 % de ses indemnités, qui passent à 7 895 euros bruts par mois, contre 5 639 euros lors de son précédent mandat ; cette majoration est rendue possible par la loi de finances de 2018, qui autorise des élus à aligner leurs indemnités sur celles de la haute fonction publique,.

## Affaires judiciaires
Le 5 avril 2017, à la suite de l'enquête sur l’attribution à l'entreprise de BTP Eiffage du chantier du stade Pierre-Mauroy de Lille, Damien Castelain est mis en examen pour « corruption » et « favoritisme », avec interdiction de rencontrer les salariés d’Eiffage cités dans le dossier. Un peu plus d'un an après, le parquet de Lille requiert un non-lieu à l’encontre des personnes mises en cause, les délits, s'ils sont avérés, se trouvant prescrits,, mais demande toutefois un supplément d’information concernant la livraison au domicile de l'élu, via Eiffage, de 300 mètres carrés de pavés destinés à la construction d’une terrasse. En juin 2020, le parquet de Lille requiert son renvoi devant le tribunal correctionnel pour « recel d'abus de confiance ».
Par ailleurs divers frais de représentation et protocolaires de Damien Castelain, qui aurait imputé au contribuable, entre janvier 2017 et mai 2018, 10 000 euros de dépenses personnelles (séjours dans des hôtels de luxe parisiens, repas, hammam, achats de vêtements et de parfums, cartes cadeaux etc.) sans grand rapport avec ses fonctions politiques et sur lesquelles il refuse d'abord de s'expliquer, donne lieu en juillet 2018, malgré les dénégations de l'intéressé à une enquête pour détournement de fonds publics et recel,. En juin 2019, il rembourse 20 000 euros de notes de frais à la MEL ; son avocate précise précise alors que « ce n'est en aucun cas un aveu de culpabilité ».
Le procès de Damien Castelain doit s'ouvrir le lundi 3 juillet 2023 devant le tribunal judiciaire de Lille. Il comparaît dans trois affaires différentes : l'affaire liée à la construction de sa terrasse avec des pierres offertes par Eiffage pour un montant de 17 000 euros ; l'affaire des notes de frais, pour un montant d'une vingtaine de milliers d'euros utilisé pour des activités privées et qu'il a depuis remboursé ; l'affaire de l'embauche de son ancienne attachée de presse, pour qui une fiche de poste sur-mesure aurait été créée afin de s'assurer de son recrutement, au détriment des autres candidats. Son ancien directeur de cabinet, Bruno Cassette, et son ancienne attachée de presse doivent aussi comparaître dans ce dossier. Au total, Damien Castelain risque jusqu'à 5 ans de prison et 375 000 euros d'amende. 
Le procès est reporté plusieurs fois. Il doit d'abord se tenir jusqu'au 6 juillet 2023 mais, en raison de la grève des greffiers, il est reporté au 12 février 2024. Puis, en raison du malaise d'une juge assesseure le 13 février, il est convenu de suspendre le procès et de le terminer les 10 et 11 juin 2024,. En juin 2024, le parquet requiert deux ans de prison avec sursis probatoire et deux ans d'inéligibilité à l'encontre de Damien Castelain. Le jugement est rendu le 2 juillet. Il est condamné à un an de prison avec sursis et écope d’une amende de 20 000 euros et de cinq ans d’inéligibilité.  